# Shoichi Shimada
Shoichi Shimada ( 1898 - 1979 ) fue un micólogo, y botánico japonés. Trabajó académicamente en el "Instituto Botánico" de la Universidad de Osaka.

## Honores

### Epónimos
Especies
- (Asteraceae) Aster shimadai (Kitam.) Nemoto[2]

- (Cyperaceae) Cyperus shimadai Ohwi[3]

- (Orchidaceae) Kitigorchis shimadai (Hayata) F.Maek.[4]

- (Poaceae) Thaumastochloa shimadana (Ohwi & Odash.) Ohwi & Odash.[5]
- La abreviatura «Shimada» se emplea para indicar a Shoichi Shimada como autoridad en la descripción y clasificación científica de los vegetales.[6]